# Blitzkrieg (рачунарска игра)
Blitzkrieg је стратегија у реалном времену, која се базира на историјским дешавањима Другог светског рата. Играч се ставља у позиције официра који су командовали војскама САД, Уједињеног Краљевства, Немачке и Совјетског Савеза на бојиштима широм Европе и Африке. Сама игра садрши више од 200 најразноврснијих јединица као што су транспортне, артиљеријске, оклопне као и преко 40 врста пешадинаца. На располагању играчу је и подршка авијације која је подељена на транспортне, извиђачке, бомбардерске, ловачке као и авионе за обрушавање. Игра се појавила на тржишту 2003. године издата под радним насловом Блицкриг - напад је једина одбрана од стране немачке издавачке куће CDV Software. Игру је дизајнирао руски студио Nival Interactive. Сама игра је продата у преко милион примерака (рачунајући и наставке).